# Thelidora
Thelidora là một chi bướm đêm thuộc họ Erebidae.